# Estação Jaurès
Jaurès é uma estação das linhas 2, 5 e 7 bis do Metrô de Paris, localizada na fronteira do 10.º e do 19.º arrondissements de Paris.

## História
A estação foi inaugurada em 23 de fevereiro de 1903, a estação foi originalmente chamada Rue d'Allemagne. Em 1 de agosto de 1914, pouco antes da eclosão da Primeira Guerra Mundial, o nome da rua e a estação foram alterados para Rue de France, como resultado das crescentes tensões com a Alemanha, ao mesmo tempo, como o nome da estação de Berlim foi alterado para Liège. No entanto, pouco antes o político socialista e pacifista Jean Jaurès foi assassinado e a estação e a rua logo foram renomeadas em sua homenagem.
Em 2011, 6 046 012 passageiros entraram nesta estação. Ela viu entrar 4 992 926 passageiros em 2013, o que a coloca na 85ª posição das estações de metrô por sua frequência.

## Serviços aos passageiros

### Acessos
Ela tem três acessos:
- 1, avenue Jean-Jaurès;
- 2, place de la Bataille-de-Stalingrad;
- 196, boulevard de la Villette.

### Intermodalidade
A estação é servida pelas linhas de ônibus 26 e 48 da rede de ônibus RATP e, à noite, pelas linhas N13, N41, N42 e N45 da rede de ônibus Noctilien.

## Pontos turísticos
A linha 2 do metrô segue um percurso elevado no meio do boulevard de la Villette, que atravessa o Canal Saint-Martin justo em sua interseção com a avenue Jean-Jaurès, prolongada pela rue La Fayette.
- Rotonde de la Villette
- Bassin de la Villette
- Théâtre des Artisans